# Oum Ladjoul
Oum Ladjoul est une localité de la commune de Taya, dans la wilaya de Sétif, en Algérie.